# Ourcel-Maison
Ourcel-Maison – miejscowość i gmina we Francji, w regionie Hauts-de-France, w departamencie Oise.
Według danych na rok 1990 gminę zamieszkiwało 185 osób, a gęstość zaludnienia wynosiła 27 osób/km² (wśród 2293 gmin Pikardii Ourcel-Maison plasuje się na 812. miejscu pod względem liczby ludności, natomiast pod względem powierzchni na miejscu 703.).